# Martin & Servera

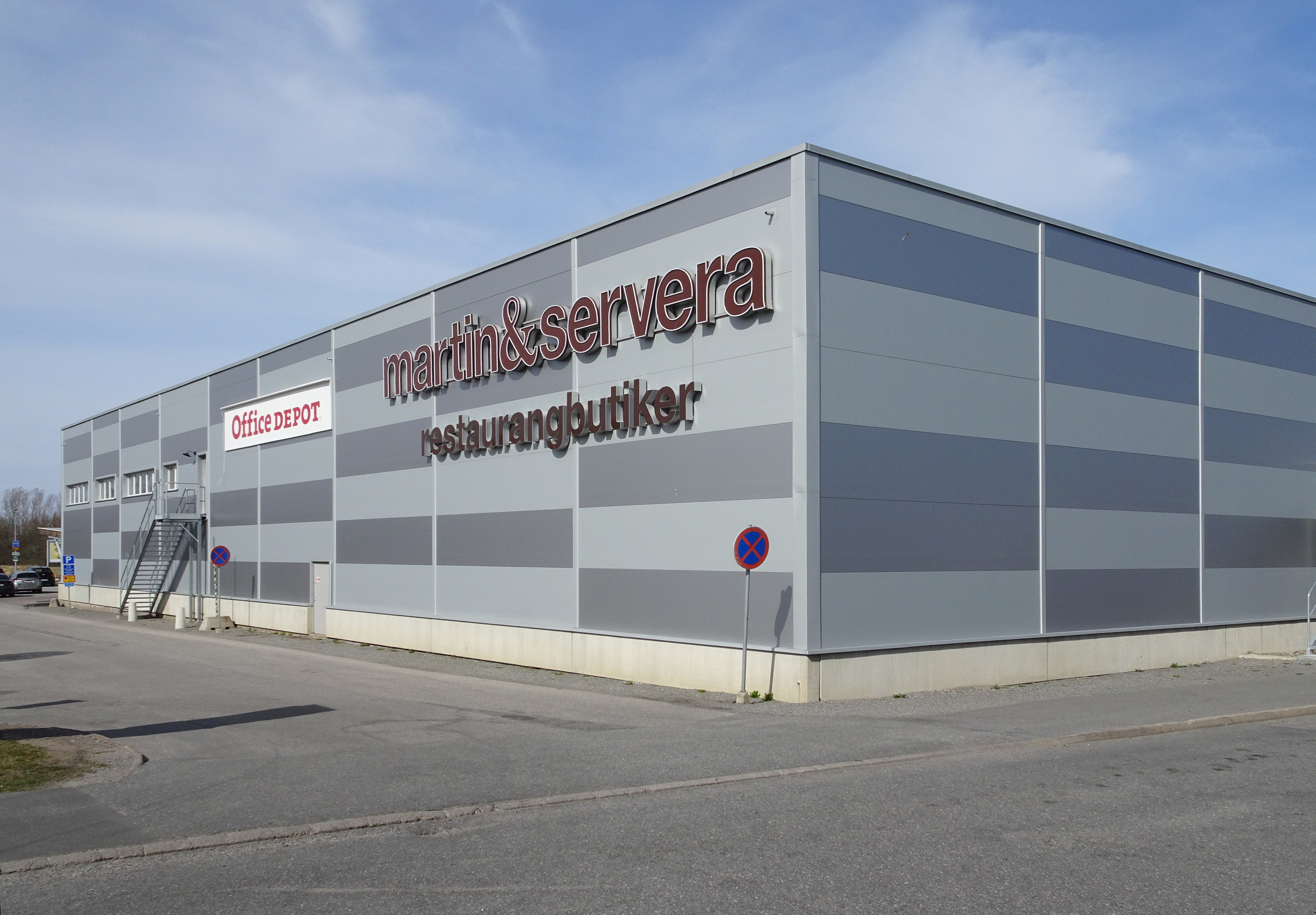
Martin & Serveras anläggning i Årsta Park företagsområde, 2020.

Martin & Servera är ett svenskt företag. De är leverantör av mat, dryck och utrustning till restauranger och storkök i hela Sverige. Företaget bildades den 1 januari 2012 genom en fusion mellan Martin Olsson och Servera R&S. Det är helägt av Axel Johnson AB sedan familjen Oldmark köpts ut 2019. 

## Historik
Martin & Servera bildades den 1 januari 2012 när de båda restaurang- och storköksgrossisterna Martin Olsson och Servera R&S gick samman. Martin & Servera kom därmed att bli helt marknadsledande i sin bransch.  

## Verksamheter
Martin & Servera-koncernen består av Martin & Servera Restaurangdhandel, Martin & Servera Restaurangbutiker, Cleano Production, Diskteknik, Domaine Wines, DW Finland, Fiskhallen Sorunda, Fällmans Kött, KGA Logistik, Galatea, Grönsakshallen Sorunda, Lubeco, Sigtuna Brygghus, Still Sparling Solutions, Sundance Wines och Martin & Servera Logistik.

## Fakta om Martin & Servera
- Omsättning:  15,0 miljarder kr 2019
- Antal kunder: drygt 20 000
- Anställda: ca 3000 anställda
- Säljkontor: 13 orter
- Lager: Enköping, Halmstad, Umeå och Norrköping i det större grossistbolaget samt i Hässleholm, Göteborg, Stockholm och Örebro hos specialistbolagen.